# 小金丸幾久
小金丸 幾久（こがねまる いくひさ、大正4年（1915年） - 平成15年（2003年）3月6日）は、長崎県壱岐郡武生水村（現・壱岐市）出身の彫刻家、太平洋美術学校教授、東京大学建築学科講師。

## 経歴
- 1915年、長崎県壱岐郡武生水村（現・壱岐市）に生まれる。
- 1941年、文展（現・日展）に初めて入選する。
- 1959年、太平洋展に出品し奨励賞を受賞する。
- 1961年、プールブー賞を受賞する。
- 1964年、太平洋美術学校の教授となる。日彫展奨励賞を受賞する。
- 1967年、東京大学建築学科の講師となる。日彫展努力賞を受賞する。明治天皇御聖像を制作する。
- 1968年、創価高校に「青年と鷲」像を制作する。
- 1970年、太平洋会員秀作賞を受賞。第三文明展奨励賞を受賞。
- 1972年、第三文明展にて、第三文明賞を受賞する。
- 1974年、ヨーロッパ7ヶ国を外遊する。
- 1975年、銀座松坂屋にて第1回個展を開催する。
- 1977年、東京大学講師を定年退官する。
- 1981年、銀座七洋画廊企画にて第2回個展を開催する。
  - ロサンゼルスインターナショナル展にて、ゴールド賞を受賞する。
- 1982年、大村市森園公園に天正遣欧少年使節顕彰の像を制作する。
  - 静岡県熱海城に「小金丸幾久作品展示室」を開設する。
- 1983年、東京都養育院に、「よろこび」像を制作する。長崎オランダ村母子像を制作する。
- 1984年、東京富士美術館蔵、「よろこび」像を制作する。
- 1985年、佐世保市浦頭引揚記念「平和の女神・引揚げ者家族」像を制作する。
- 1986年、品川区「平和の誓い」像を制作する。SGI文化賞を受賞する。
- 1987年、福島県磐城第一高等学校にシンボル像を制作する。
- 1990年、光月陶芸展にて金賞を受賞する。
- 1991年、光月陶芸展にて大賞を受賞する。
- 1993年、創価大学に「学光の塔」を制作する。
- 1994年、天皇・皇后に招かれて春の園遊会に出席する。
- 1995年、壱岐文化ホールに「翔」像を制作する。
- 1997年、「松永安左衛門翁」像を制作する。
- 1997年、芦辺港に「少弐資時公」像を制作する。
- 2003年、胃癌のため[1]東京都品川区東五反田のアトリエにて死去する。享年87。

## 主な作品
- 「青年と鷲」（創価高等学校）
- 「平和の誓い」（東京都品川区）
- 「よろこび」（東京富士美術館蔵）
- 「平和の女神・引揚げ者家族」（佐世保市）
- 「天正遣欧少年使節」（大村市森園公園）
- 「学光の塔」（創価大学）
- 「翔」（壱岐文化ホール）
- 「明治天皇御聖像」（壱岐郷土美術館）
- 「少弐資時公像」（壱岐市芦辺港）
- 『明治天皇立像』（1967年、所蔵：旧多摩聖蹟記念館）
- 『五賢人胸像』（監修：北村西望、1967年、所蔵：旧多摩聖蹟記念館）
  - 向かって右から木戸孝允像、岩倉具視像、三条実美像、大久保利通像、西郷隆盛像が安置される[2][3]。

## 受賞歴
- 1959年、「太平洋展」奨励賞
- 1961年、プールブー賞
- 1964年、「日彫展」奨励賞
- 1967年、「日彫展」努力賞
- 1970年、「太平洋展」太平洋会員秀作賞、「第三文明展」第三文明展奨励賞
- 1972年、「第三文明展」第三文明賞
- 1972年、「ロサンゼルスインターナショナル展」ゴールド賞
- 1986年、SGI文化賞
- 1990年、「光月陶芸展」金賞
- 1991年、「光月陶芸展」大賞

## 弟子
- 浅賀正治 - 石彫家